# Доброполье (село, Донецкая область)
Доброполье (укр. Добропілля) — село на Украине, находится в Добропольском районе Донецкой области. Административный центр Добропольского сельского совета.
Код КОАТУУ — 1422082201. Население по переписи 2001 года составляет 1 084 человека. Почтовый индекс — 85032. Телефонный код — 6277.

## Адрес местного совета
85032, Донецкая область, Добропольский р-н, с. Доброполье, ул. Ленина, 1, 2-35-43